# Catasetum fimbriatum
Catasetum fimbriatum (tên tiếng Anh là Fringed Catasetum) là một loài phong lan.

## Hình ảnh

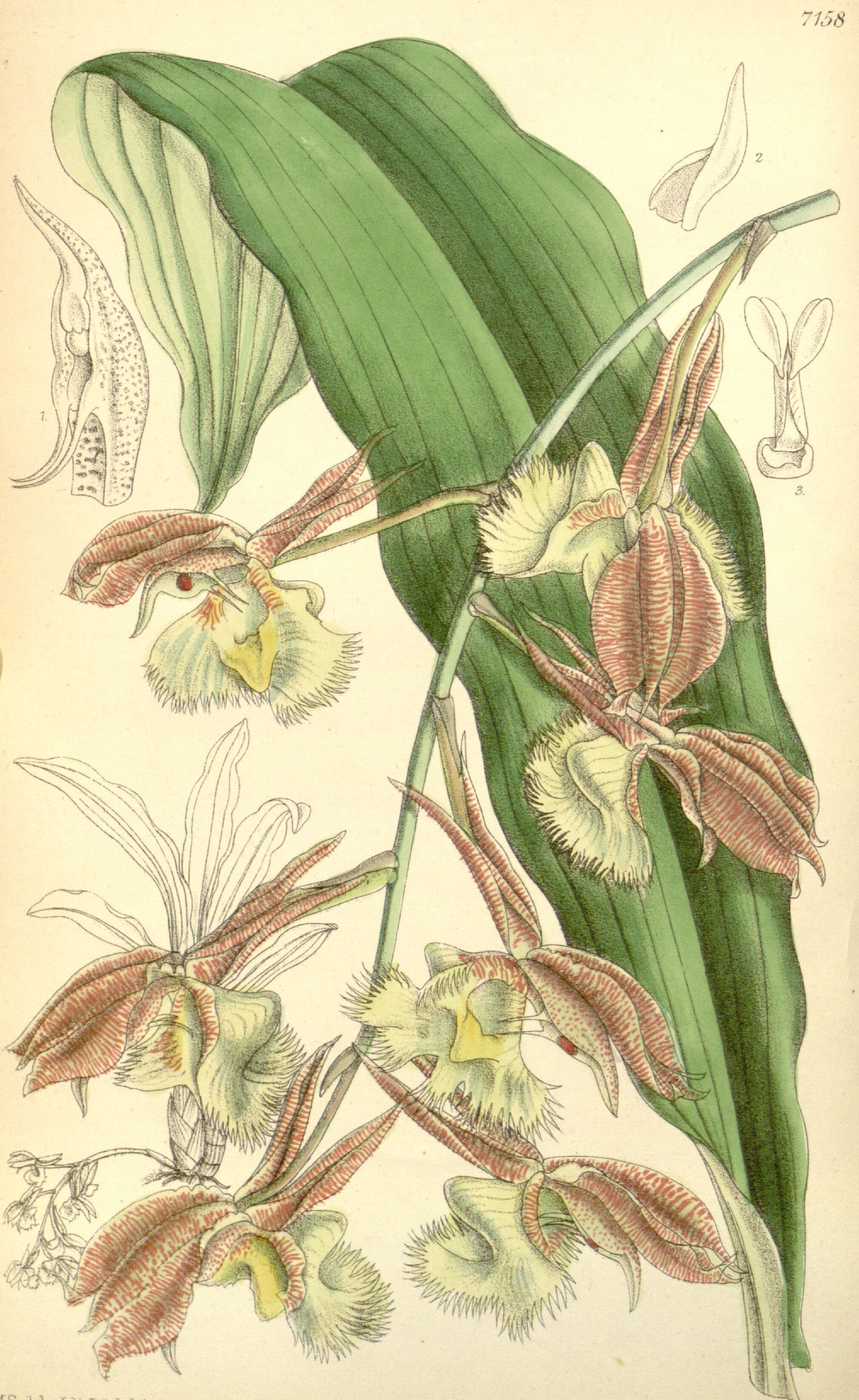
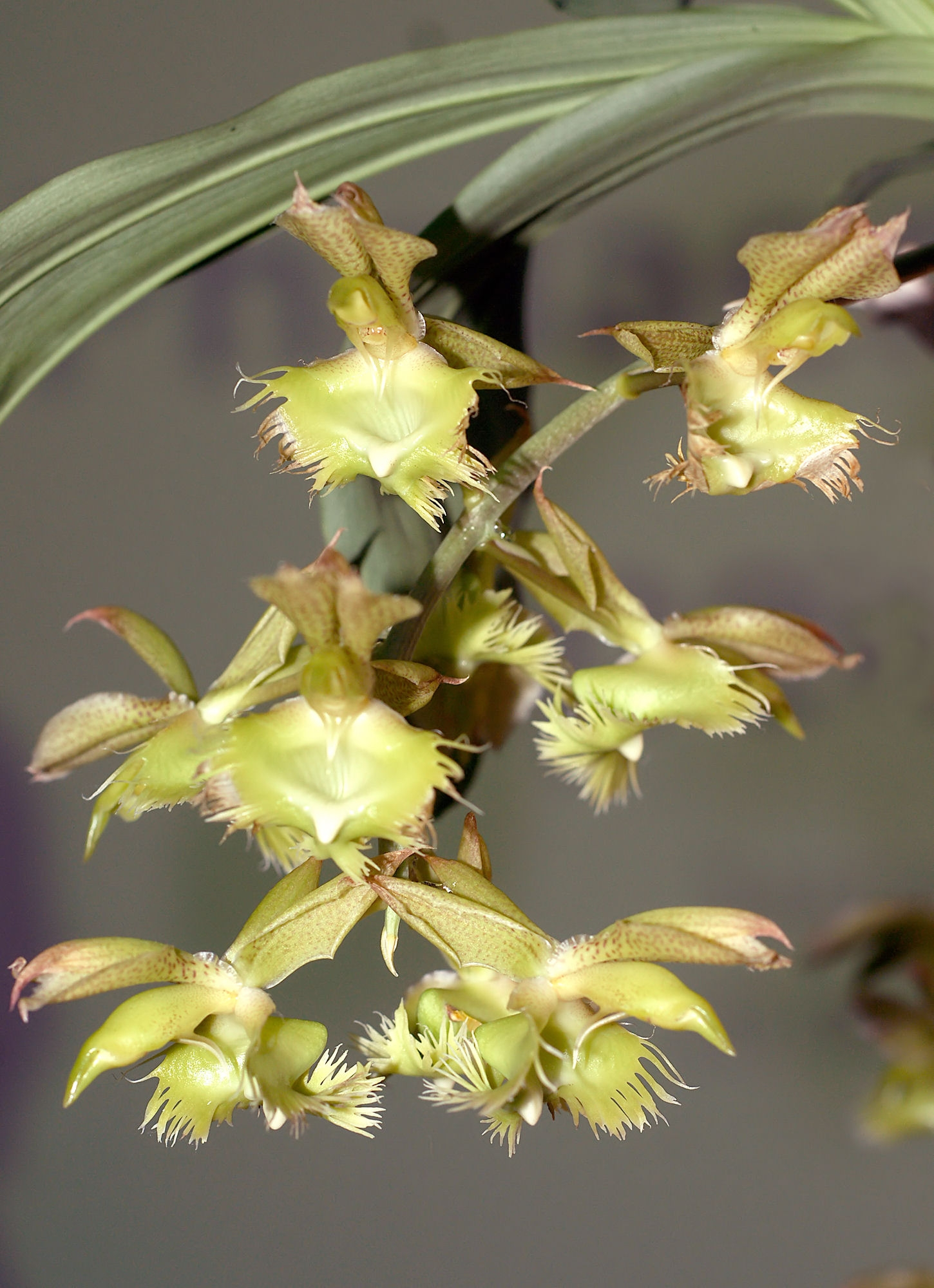
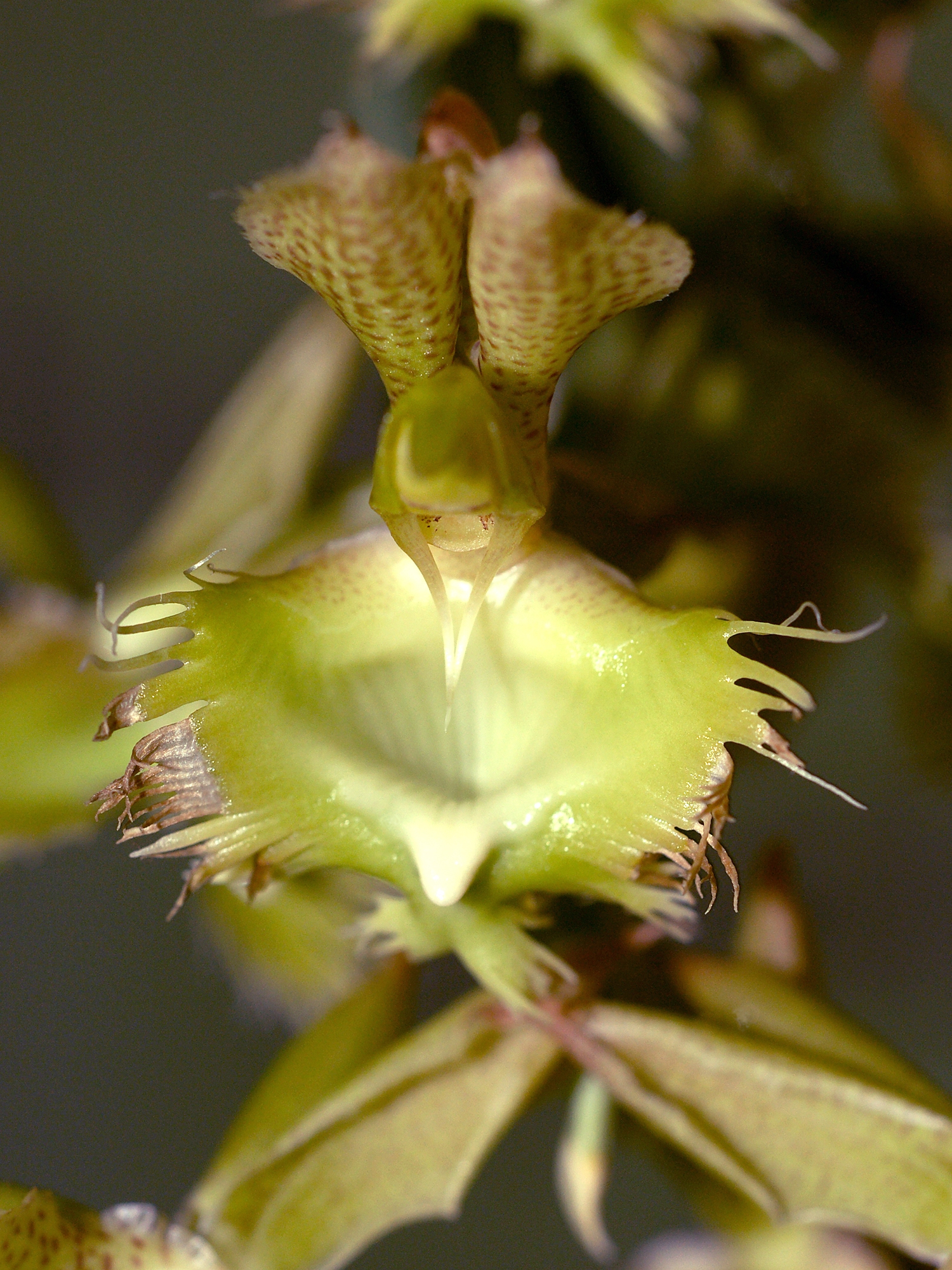
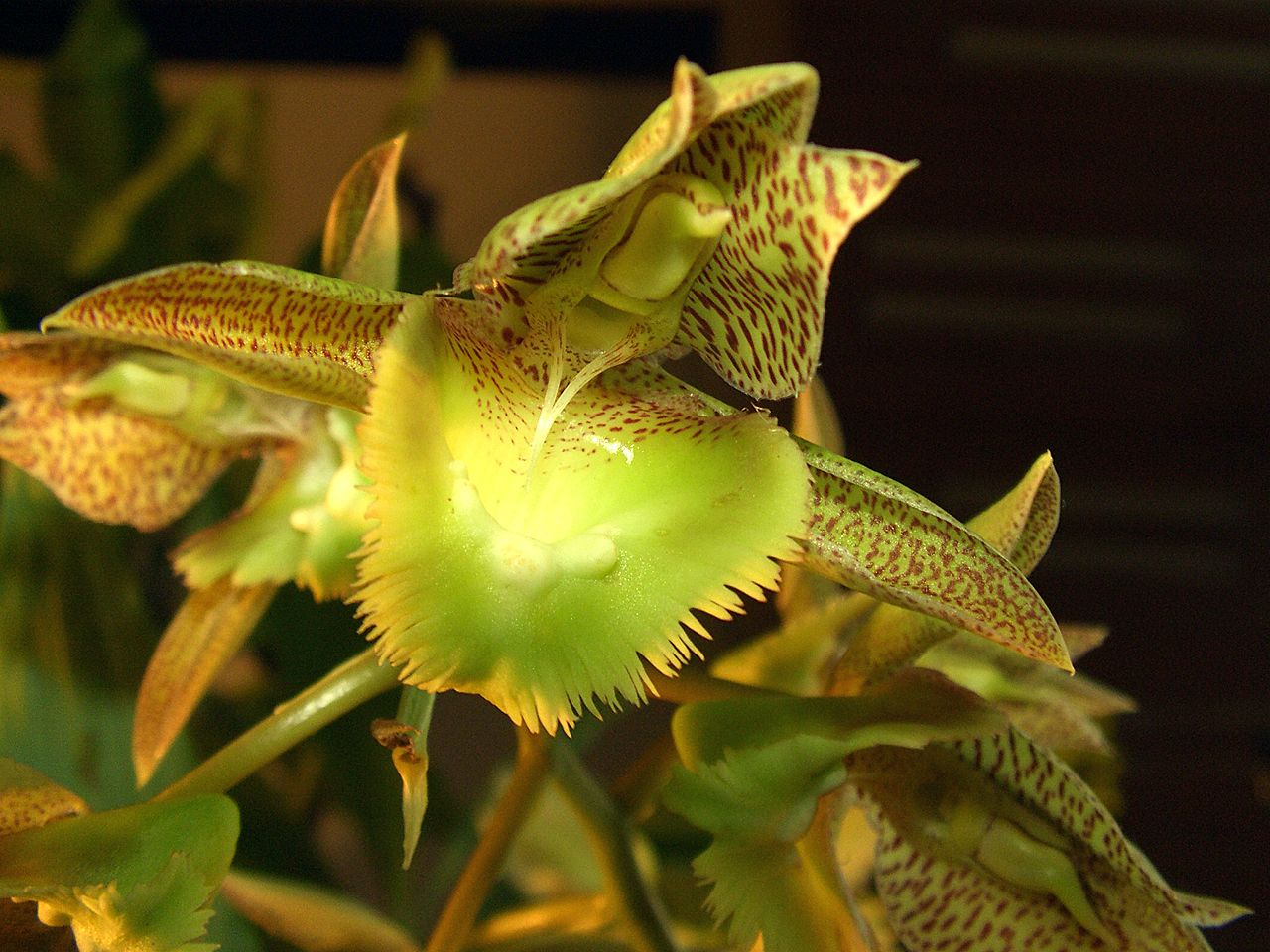